# Forest Hills (Kentucky)
Pour les articles homonymes, voir Forest Hills.
Forest Hills est une ville américaine située dans le comté de Jefferson, dans le Kentucky. Selon le recensement de 2020, sa population est de 438 habitants.